# Meysse (Francja)
Meysse – miejscowość i gmina we Francji, w regionie Owernia-Rodan-Alpy, w departamencie Ardèche.
Według danych na rok 1990 gminę zamieszkiwały 914 osoby, a gęstość zaludnienia wynosiła 48 osób/km² (wśród 2880 gmin regionu Rodan-Alpy Meysse plasuje się na 829. miejscu pod względem liczby ludności, natomiast pod względem powierzchni na miejscu 542.).